# Bénigne Poissenot
Pour les articles homonymes, voir Poissenot.
Bénigne Poissenot (né vers 1558 à Genevrières, près de Langres, mort à une date inconnue) est un écrivain français connu pour deux recueils (L'Esté, 1583 et les Nouvelles Histoires tragiques, 1586), qui ont fait [Quand ?] l’objet de nouvelles études et de rééditions, notamment en 1987 (édition de L'Esté). Il est le neveu de l'historien monastique Philibert Poissenot.

## Biographie
Il étudia sous la férule d’un prêtre, Pelleteret, nous dit-il, et au sortir du collège, il se mit à voyager dans le Midi de la France et en Italie, puis il étudia le droit, à Paris ; ensuite il abandonna le barreau pour devenir régent de collège. On connaît de lui les deux ouvrages mentionnés, qui tiennent une place à part dans la littérature française ; après la publication du second, on n’entendra plus jamais parler de lui.

## Œuvres
- L’Esté[2]. C’est l’histoire d’une déambulation d’étudiants bavards et curieux dans le Languedoc du XVIe siècle[3].
- Nouvelles Histoires tragiques[4].

## Contemporains
- Pierre Boaistuau
- Jacques Yver, dont il se serait inspiré[5]

## Sources
- Pierre Larousse

Cet article comprend des extraits du Dictionnaire Bouillet. Il est possible de supprimer cette indication, si le texte reflète le savoir actuel sur ce thème, si les sources sont citées, s'il satisfait aux exigences linguistiques actuelles et s'il ne contient pas de propos qui vont à l'encontre des règles de neutralité de Wikipédia.